# (729) Watsonia
Pour les articles homonymes, voir Watson.
(729) Watsonia est un astéroïde de la ceinture principale découvert le 9 février 1912 par l'astronome américain Joel Metcalf.
Sa désignation provisoire était 1912 OD.